# 흰빵
흰빵(영어: white bread 화이트 브레드[*])은 밀기울과 밀눈을 제거한 흰색 밀가루로 만들어지는 빵을 이르는 말이다. 밀기울과 밀눈을 없애기 위해서 밀을 가는 과정을 거치는데 이렇게 만들어진 밀가루는 유통기한이 더 길며 이는 통밀에 함유되어 있던 기름이 밀을 가는 과정에서 빠졌기 때문이다. 이렇게 밀의 기름을 빼는 작업은 흰빵과 같이 밀가루로 만든 빵의 산패를 막아 준다.
흰빵에 들어가는 밀가루는 브로민산칼륨, 아조다이카본아마이드, 이산화염소와 같은 다양한 화학물질로 표백되기도 한다. 이는 흰빵 특유의 황색 색조를 없애는 역할을 해 주며 굽는 과정을 예측 가능하게 해 주어 굽기를 더 쉽게 해 준다. 상당수의 나라에서는 밀가루에 몇몇의 식품 표백제를 사용하지 못하게 하고 있다.

## 같이 보기
- 갈색빵
- 호밀빵
- 밀가루
- 비엔나 빵
- 통밀빵
- 풀맨 로프